# Julien Rubat
 (février 2023).
Pour les articles homonymes, voir Rubat.
Julien Rubat, né 1980, est un artiste français connu pour ses peintures abstraites de grand format.

## Biographie
Julien Rubat est né à Chambéry, France. Il a étudié les technologies de l’information et a vécu à Paris et en Californie. Il vit et travaille aujourd’hui en Savoie.
Son travail révèle des motifs et des mouvements complexes avec l'accumulation de couches de papiers et de peinture. Les couleurs monochromatiques contrastent avec les fonds neutres, accentuant ses compositions complexes et ses structures méticuleuses.

## Œuvres
Ses expositions récentes incluent Opera Gallery (Aspen, Dubai, Miami, New York et Paris), Evoke Gallery (Francfort) et Curve Line Space (Los Angeles). Ses toiles sont dans des collections privées notamment aux Etats Unis, en Allemagne, France et Singapour.